# Her Body in Bond
Her Body in Bond er en amerikansk stumfilm fra 1918 af Robert Z. Leonard.

## Medvirkende
- Mae Murray som Peggy Blondin / Pierrette
- Kenneth Harlan som Joe Blondin / Pierrot
- Alan Roscoe som Harlan Quinn / Harlequin
- Joseph W. Girard som Benjamin Sleeth
- Paul Weigel som Emmett Gibson